# Municipio de Sylamore
El municipio de Sylamore (en inglés: Sylamore Township) es un municipio ubicado en el condado de Stone en el estado estadounidense de Arkansas. En el año 2010 tenía una población de 692 habitantes y una densidad poblacional de 10,64 personas por km².

## Geografía
El municipio de Sylamore se encuentra ubicado en las coordenadas 35°53′44″N 92°15′21″O / 35.89556, -92.25583. Según la Oficina del Censo de los Estados Unidos, el municipio tiene una superficie total de 65.02 km², de la cual 65,02 km² corresponden a tierra firme y (0 %) 0 km² es agua.

## Demografía
Según el censo de 2010, había 692 personas residiendo en el municipio de Sylamore. La densidad de población era de 10,64 hab./km². De los 692 habitantes, el municipio de Sylamore estaba compuesto por el 93,93 % blancos, el 1,73 % eran amerindios, el 0,14 % eran isleños del Pacífico, el 2,6 % eran de otras razas y el 1,59 % eran de una mezcla de razas. Del total de la población el 3,47 % eran hispanos o latinos de cualquier raza.